# Łyżwiarstwo figurowe na Zimowych Igrzyskach Olimpijskich 1976
Łyżwiarstwo figurowe na Zimowych Igrzyskach Olimpijskich 1976 – jedna z dyscyplin rozgrywanych podczas igrzysk w dniach 4–13 lutego 1976 w Innsbrucku, w Austrii. Zawody odbyły się w czterech konkurencjach: solistów, solistek, par sportowych, par tanecznych.

## Terminarz
| Data      | Konkurencja                    |
| --------- | ------------------------------ |
| 4 lutego  | Taniec obowiązkowy             |
| 5 lutego  | Taniec oryginalny              |
| 5 lutego  | Program krótki par sportowych  |
| 7 lutego  | Program dowolny par sportowych |
| 8 lutego  | Figury obowiązkowe solistów    |
| 9 lutego  | Taniec dowolny par tanecznych  |
| 9 lutego  | Program krótki solistów        |
| 10 lutego | Figury obowiązkowe solistek    |
| 11 lutego | Program krótki solistek        |
| 11 lutego | Program dowolny solistów       |
| 13 lutego | Program dowolny solistek       |

## Medaliści
| Konkurencja   | Złoto                                  | Srebro                               | Brąz                          |
| Soliści       | John Curry                             | Władimir Kowalow                     | Toller Cranston               |
| Solistki      | Dorothy Hamill                         | Dianne de Leeuw                      | Christine Errath              |
| Pary sportowe | Irina Rodnina / Aleksandr Zajcew       | Romy Kermer / Rolf Österreich        | Manuela Groß / Uwe Kagelmann  |
| Pary taneczne | Ludmiła Pachomowa / Aleksandr Gorszkow | Irina Moisiejewa / Andriej Minienkow | Colleen O'Connor / Jim Millns |

## Klasyfikacja medalowa
| Miejsce | Państwo           | złoto | srebro | brąz | Łącznie |
| ------- | ----------------- | ----- | ------ | ---- | ------- |
| 1       | ZSRR              | 2     | 2      | 0    | 4       |
| 2       | Stany Zjednoczone | 1     | 0      | 1    | 2       |
| 3       | Wielka Brytania   | 1     | 0      | 0    | 1       |
| 4       | NRD               | 0     | 1      | 2    | 3       |
| 5       | Holandia          | 0     | 1      | 0    | 1       |
| 6       | Kanada            | 0     | 0      | 1    | 1       |
| Łącznie | Łącznie           | 4     | 4      | 4    | 12      |